# Pablo Macedo
Pablo Macedo y González Saravia (Ciudad de México, 1851 - Madrid, 25 de diciembre de 1919), fue un abogado y banquero mexicano, miembro destacado del grupo Los Científicos que asesoró la segunda etapa de la presidencia del general Porfirio Díaz. Colaboró cercanamente con José Yves Limantour y Justo Sierra, promoviendo también la fundación del Banco Nacional de México, del Banco Central Mexicano, así como de La Latinoamericana, Mutualista, Compañía de Seguros sobre la Vida, hoy La Latinoamericana, Seguros, S.A.

## Biografía
Fue hijo del capitán Mariano Macedo y Tello de Orozco, ministro de Relaciones Exteriores del presidente Mariano Arista, y de Concepción González Saravia y Delgado de Nájera (1804-1877). 

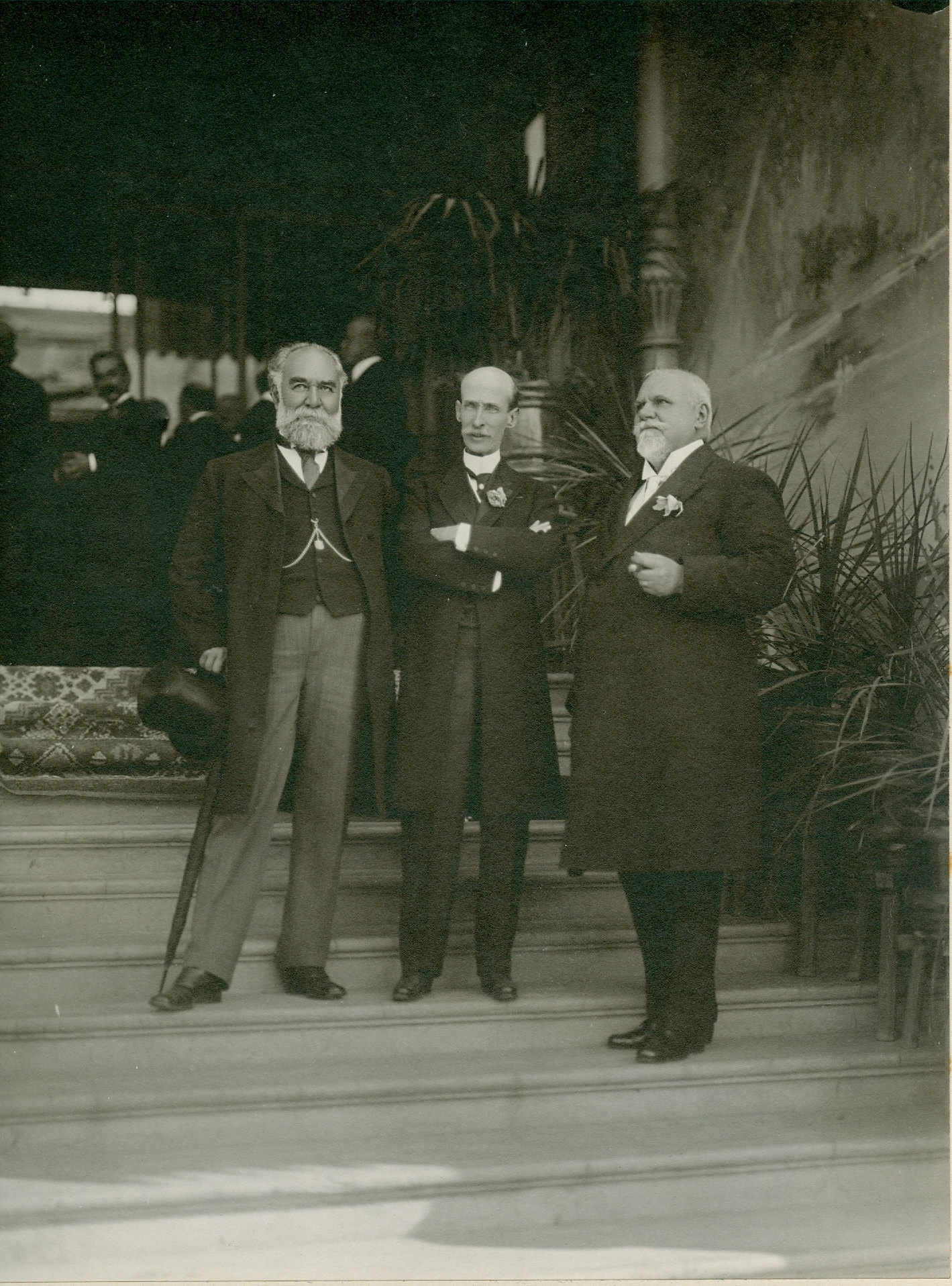
Antonio V. Hernández, Pablo Macedo y Justo Sierra

Su madre fue hija de Miguel González Saravia y Colarte, sus hermanos fueron Rafael, Mariano, Miguel Salvador, Rosa y María (casada con José Ramírez Mateos, hijo de Ignacio Ramírez "el Nigromante").
Contrajo nupcias en 1879 con Concepción Velázquez Estrada (1866-1924), hija de los dueños de la hacienda Ahuehuetes, en la villa de Guadalupe de la Ciudad de México. Sus hijos fueron Margarita Macedo de Lascurain, María Louisa Macedo de Chauvet, Magdalena Macedo (gran pintora, alumna de Germán Gedovius, murió soltera), Gloria Macedo de Ortiz, Paulina Macedo de Diez Barroso, Pablo Macedo Velázquez y María Macedo de Guerrero Méndez.
En 1908 se publicó el volumen 13 y 14 de “La enseñanza Normal” donde se habla de la apertura de la Escuela Nacional de Jurisprudencia junto con su hermano Miguel Macedo. Así mismo colaboró con su hermano Miguel en la fundación de la Escuela Libre de Derecho, ellos donaron el inmueble original para la sede. Ambos fueron destacadas figuras del porfiriato.
Otro texto de él fue "Hojas de Higuera".
Existen imágenes de él realizadas por Germán Gedovius, Julio Ruelas y por Tiburcio Sánchez. Incluso existe una caricatura publicada por "El Imparcial".
Salió al exilio después de que lo hiciera Porfirio Díaz; desembarcó en Santander el 28 de junio de 1914 y nunca regresó a México. Vivió una temporada en París con su familia y de ahí se trasladaron a Madrid, donde moriría el 25 de diciembre de 1919 de neumonía.